# Azerigate
Azerigate was een politiek schandaal dat in België en andere Europese landen vanaf 2016 aan het licht kwam. In België stonden de liberale politici Alain Destexhe en Stef Goris, die in de Raad van Europa lobbyden in het voordeel van Azerbeidzjan, een door mensenrechtenorganisaties gecontesteerde democratie.

## Kaviaardiplomatie
In 2012 beschuldigde de Duitse ngo European Stability Initiative Azerbeidzjan van "kaviaardiplomatie". Leden van de Parlementaire Vergadering van de Raad van Europa zouden in ruil voor geld en geschenken ervoor gezorgd hebben dat geen enkel kritisch rapport over Azerbeidzjan verscheen. Azerbeidzjan werd in 2001 lid van de Raad van Europa, maar de democratie wordt er door mensenrechtenorganisaties gecontesteerd, met name het gebrek aan vrije meningsuiting, verkiezingsfraude en de vervolging van politieke opposanten van het regime.

## Alain Destexhe en Stef Goris
In 2010 richtten Brussels volksvertegenwoordiger, volksvertegenwoordiger van de Franse Gemeenschap en deelstaatsenator Alain Destexhe (MR) en voormalig senator en volksvertegenwoordiger Stef Goris (LDD, voormalig Open Vld) de ivzw European Academy for Elections Observations (EAEO) op, die als doelstelling had met oud-parlementsleden verkiezingswaarnemingsmissies uit te voeren. Destexhe was op dat moment nog lid van de Parlementaire Vergadering van de Raad van Europa, Goris was lid geweest tot 2007.
In september 2017 bracht het Organized Crime and Corruption Reporting Project aan het licht dat via witwaspraktijken door de Azerbeidzjaanse overheid tussen 2012 en 2014 ongeveer 2,9 miljard Amerikaanse dollar naar Europese banken en bedrijven werd overgebracht. Dit geld werd gebruikt om Europese politici te vergoeden die lobbyden om een goede reputatie voor Azerbeidzjan te vrijwaren. Tientallen Europese kranten werkten mee aan het onderzoek, waaronder L'Echo, De Tijd in België. Hieruit bleek dat ook de EAEO geld zou hebben ontvangen om verkiezingen in Azerbeidzjan te observeren. Terwijl officiële instanties zoals de OESO kritiek uitten op het verloop legitimeerde de EAEO die verkiezingen. De EAEO, die geen eigen kantoren of personeel had, werd ondersteund door de Duitse lobbyorganisatie GEFDAB. Destexhe ontkende elke betrokkenheid en Goris ontkende dat hij geld had ontvangen. Destexhe nam dezelfde maand nog ontslag uit de Parlementaire Vergadering van de Raad van Europa. De Raad startte een onderzoek naar de mogelijke beïnvloeding van Destexhe en in november 2017 opende het parket van Brussel een onderzoek naar de affaire.
De onafhankelijke onderzoekscommissie van de Raad besloot in april 2018 dat Destexhe de gedragscode had overtreden door zichzelf (als voorzitter van een subcommissie) tot rapporteur over de mensenrechten in Azerbeidzjan te benoemen, maar daarbij te verzwijgen dat hij de EAEO had opgericht. Goris had de gedragscode voor ereleden overtreden aangezien de reiskosten via een omweg door Azerbeidzjan werden betaald. Ook had hij na het verlopen van zijn mandaat bij de Parlementaire Vergadering tussen 2015 en 2017 zijn toegangsbadge 86 keer gebruikt om het gebouw van de Raad binnen te gaan. Dit was volgens Goris de enige formele inbreuk die hem ten laste werd gelegd. Zijn erelidmaatschap werd hem ontnomen en toegang tot de gebouwen van de Raad werd hem ontzegd.
Het onderzoek naar gelobby voor Azerbeidzjan werd in maart 2019 door het Brusselse parket zonder gevolg geklasseerd.
In januari 2020 werden op vraag van het Duitse gerecht huiszoekingen bij Destexhe en Goris uitgevoerd.

## Overige betrokkenen
Jean-Paul Moerman, voormalig volksvertegenwoordiger (PRL) en vanaf 2001 rechter in het Grondwettelijk Hof, deed meerdere controversiële uitspraken over het autoritair regime van Azerbeidzjaans president İlham Əliyev. Ook was hij meermaals in Azerbeidzjan te gast om te spreken over de mensenrechten en de persvrijheid aldaar en was hij er te gast op een mensenrechtenforum in Bakoe, net zoals Goris en Paul Wille (Open Vld), voormalig Vlaams Parlementslid, senator en ondervoorzitter van de Parlementaire Vergadering van de Raad van Europa. Wille lobbyde jarenlang openlijk via het Informatiebureau van Azerbeidzjan in Brussel. Moerman liet bovendien zijn vliegtuig- en verblijfskosten door de EAEO betalen, maar ontkende te weten wie de ivzw financierde en geld of geschenken te aanvaarden.
Voormalig federaal minister Marc Verwilghen (CD&V) was vanaf december 2014 directeur van de Belgische afdeling van de The European Azerbaijan Society (TEAS), een Azerbeidzjaanse lobbyorganisatie die culturele- en handelsrelaties tussen Azerbeidzjan en Europa bevordert en de vluchtelingenproblematiek in de grensregio tussen Azerbeidzjan en Armenië sensibiliseert. In september 2017 stopte hij als directeur van TEAS Benelux wegens het bereiken van de pensioengerechtigde leeftijd van 65 jaar en omdat zijn arbeidsovereenkomst, die liep tot 30 september 2017 ophield.